# Бободжанов, Абдулложон
Абдулложон Бободжанов — советский хозяйственный, государственный и политический деятель, Герой Социалистического Труда.

## Биография
Родился в 1931 году в кишлаке Ява. Член КПСС.
С 1946 года — на хозяйственной, общественной и политической работе. В 1946—1991 гг. — колхозник, табельщик, бригадир хлопководческой бригады колхоза «40 лет Октября» Худжандского района.
В 1972 и 1973 годах добился высокого урожая тонковолокнистого хлопка.
Указом Президиума Верховного Совета СССР от 10 декабря 1973 года присвоено звание Героя Социалистического Труда с вручением ордена Ленина и золотой медали «Серп и Молот».
Умер после 1991 года.